# Prosper-Michel-Arnaud Hiraboure
Prosper-Michel-Arnaud Hiraboure (7 octobre 1805, Bayonne - 6 juin 1859, Gamarde-les-Bains) est un prélat catholique français, évêque d'Aire et Dax de 1856 à 1859.

## Biographie
Prosper-Michel-Armand Hiraboure naît à Bayonne le 7 octobre 1805 et est baptisé le même jour dans l'église Saint-André.
Depuis sa formation, il existe une grande amitié entre Hiraboure et Michel Garicoïts, fondateur des Prêtres du Sacré-Cœur de Jésus et futur saint. Ils se sont connus à l'institution Saint-Léon à Bayonne, où ils ont aussi côtoyé Louis-Édouard Cestac, fondateur de la congrégation des Servantes de Marie et futur bienheureux. Les trois se rencontrent de nouveau au séminaire de Larressore, où ils sont étudiants, puis professeurs. 
Hiraboure est ordonné prêtre le 13 juin 1829 et devient vicaire de l’église Saint-André de Bayonne en 1832, puis aumônier des Ursulines à Pau en 1834.
Hiraboure est un appui pour Garicoïts à la fondation de l'École Notre-Dame à Bétharram. Hiraboure choisira son ami comme son directeur de conscience, et avant son sacre il fait sa retraite sous la direction de Garicoïts. 
Il est vicaire général de Bayonne en 1839, puis en 1852, curé-archiprêtre de Saint-Martin de Pau. Hiraboure est un grand prédicateur. C'est pendant une visite à Pau, que Napoléon III fut frappé par ce prédicateur. Ainsi l'empereur nomme Hiraboure par décret de 22 septembre 1856 évêque d'Aire et après publication de la bulle d'institution canonique accordée par le pape Pie IX, confirmé par un deuxième décret de l'empereur, Hiraboure est consacré le 8 mars 1857, par Antoine de Salinis à Auch. 
Sous son épiscopat, le diocèse d'Aire deviendra le diocèse d'Aire et Dax. Il a fondé à Aire la Confrérie de Saint - Vincent-de-Paul et il a collecté avec une loterie les fonds pour deux établissements de charité. 
Mais il se fait surtout remarquer par ses multiples visites pastorales, « s’occupant de donner des missions ». 
C'est pendant une de ces visites pastorales, qu'il meurt le 6 juin 1859 à Gamarde des suites d'un accident alors qu'il allait être nommé archevêque d'Avignon.
Il est enterré dans la cathédrale d'Aire.